# Kanton Rosières-en-Santerre
Der Kanton Rosières-en-Santerre war bis 2015 ein französischer Wahlkreis im Arrondissement Montdidier, im Département Somme und in der Region Picardie; sein Hauptort war Rosières-en-Santerre. Vertreter im Generalrat des Départements war zuletzt von 2001 bis 2015 José Sueur (NC).
Der Kanton Rosières-en-Santerre war 130,33 km² groß und hatte 8.355 Einwohner (Stand: 1999), was einer Bevölkerungsdichte von rund 64 Einwohnern pro km² entsprach. Er lag im Mittel 91 m hoch, zwischen 52 m in Guillaucourt und 106 m in Bouchoir.

## Gemeinden
Der Kanton bestand aus 20 Gemeinden:
| Gemeinde              | Einwohner Jahr | Fläche km² | Bevölkerungsdichte | Code INSEE | Postleitzahl |
| --------------------- | -------------- | ---------- | ------------------ | ---------- | ------------ |
| Bayonvillers          | 356 (2013)     | –          | – Einw./km²        | 80058      | 80170        |
| Beaufort-en-Santerre  | 203 (2013)     | –          | – Einw./km²        | 80067      | 80170        |
| Bouchoir              | 311 (2013)     | –          | – Einw./km²        | 80116      | 80910        |
| Caix                  | 749 (2013)     | –          | – Einw./km²        | 80162      | 80170        |
| La Chavatte           | 73 (2013)      | –          | – Einw./km²        | 80189      | 80700        |
| Chilly                | 197 (2013)     | –          | – Einw./km²        | 80191      | 80170        |
| Folies                | 132 (2013)     | –          | – Einw./km²        | 80320      | 80170        |
| Fouquescourt          | 174 (2013)     | –          | – Einw./km²        | 80339      | 80170        |
| Fransart              | 152 (2013)     | –          | – Einw./km²        | 80347      | 80700        |
| Guillaucourt          | 405 (2013)     | –          | – Einw./km²        | 80400      | 80170        |
| Hallu                 | 183 (2013)     | –          | – Einw./km²        | 80409      | 80320        |
| Harbonnières          | 1.650 (2013)   | –          | – Einw./km²        | 80417      | 80131        |
| Maucourt              | 164 (2013)     | –          | – Einw./km²        | 80520      | 80170        |
| Méharicourt           | 567 (2013)     | –          | – Einw./km²        | 80524      | 80170        |
| Parvillers-le-Quesnoy | 245 (2013)     | –          | – Einw./km²        | 80617      | 80700        |
| Punchy                | 78 (2013)      | –          | – Einw./km²        | 80646      | 80320        |
| Rosières-en-Santerre  | 2.981 (2013)   | –          | – Einw./km²        | 80680      | 80170        |
| Rouvroy-en-Santerre   | 199 (2013)     | –          | – Einw./km²        | 80682      | 80170        |
| Vrély                 | 447 (2013)     | –          | – Einw./km²        | 80814      | 80170        |
| Warvillers            | 142 (2013)     | –          | – Einw./km²        | 80823      | 80170        |